# Esawi Frej

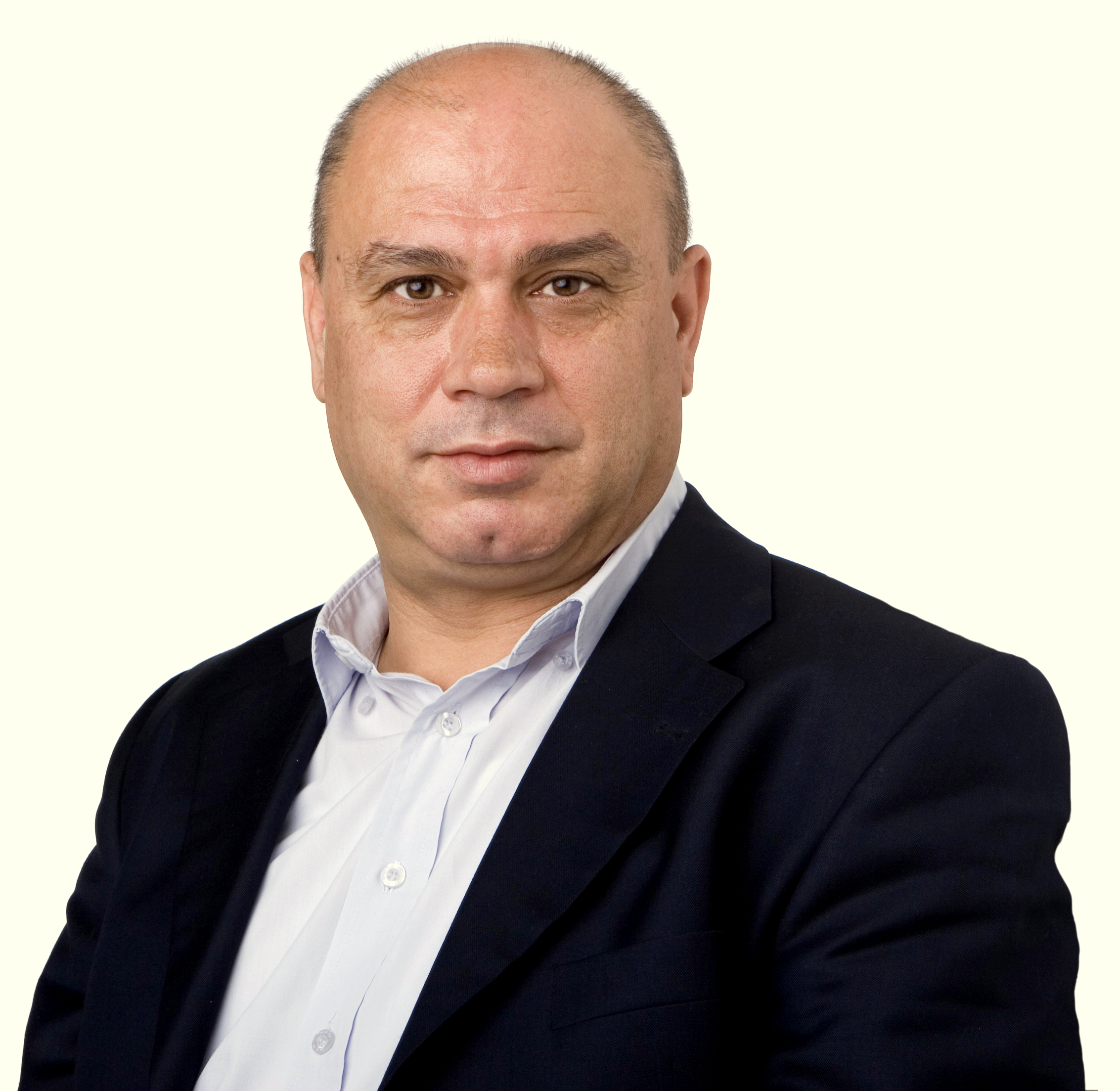
Esawi Frej (2008)

Esawi Frej (hebräisch עיסווי פריג', arabisch عيساوي فريج, * 14. Dezember 1963 in Kafr Qasim) ist ein israelischer Politiker der Partei Meretz.

## Leben
Frej studierte Rechts- und Wirtschaftswissenschaften an der Hebräischen Universität Jerusalem. Er ist seit 2013 Abgeordneter in der Knesset. Frej ist verheiratet und hat sieben Kinder.
Am 13. Juni 2021 wurde er als Minister für Regionale Kooperation in das Kabinett Bennett-Lapid berufen.